# Ga Geumho
Ga Geumho (Tiếng Hàn: 금호역, Hanja: 金湖驛) là ga tàu điện ngầm trên Tàu điện ngầm vùng thủ đô Seoul tuyến số 3 ở Geumho-dong 4-ga, Seongdong-gu, Seoul.

## Lịch sử
- 13 tháng 9 năm 1983: Tên ga được quyết định là Ga Geumho [3]
- 18 tháng 10 năm 1985: Việc kinh doanh bắt đầu với việc khai trương đoạn Dongnimmun ~ Yangjae của Tàu điện ngầm Seoul tuyến 3[4]
- 21 tháng 6 năm 2012: Thang cuốn lối ra 2 được mở

## Bố trí ga
| Yaksu ↑    |
| S/B N/B \| |
| ↓ Oksu     |

| Hướng Bắc | ● Tuyến 3 | ← Hướng đi Yaksu · Chungmuro · Gupabal · Daehwa      |
| Hướng Nam | ● Tuyến 3 | → Hướng đi Oksu · Xe buýt tốc hành · Suseo · Ogeum → |

## Xung quanh nhà ga
- Trung tâm phúc lợi hành chính Geumho 4-ga
- Công viên Geumho
- Chợ Geumnam
- Chi nhánh Kimbab Heaven Geumnam
- Học viện Baekbeom
- Doosan APT
- Lotte APT
- Trường tiểu học Seoul Geumok
- Trường trung học phát thanh truyền hình Seoul
- Oksu-dong